# Касьяно Чаваррія
Хосе Касьяно Чаваррія (ісп. Jose Casiano Chavarría, нар. 3 серпня 1901 — пом. дата смерті невідома) — болівійський футболіст, що грав на позиції захисника, зокрема, за клуб «Калавера», а також національну збірну Болівії.

## Клубна кар'єра
У футболі дебютував 1925 року виступами за команду «Калавера», кольори якої і захищав протягом усієї своєї кар'єри гравця, що тривала сім років. 

## Виступи за збірну

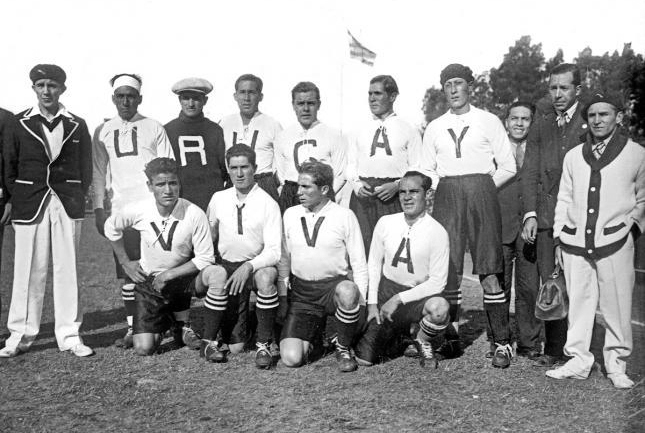
Болівія перед матчем з Югославією, 17.07.1930
Стоять: Арготе, Бермудес, Альборта, Бустаманте, Фернандес, Чаваррія.
Сидять: Лара, Вальдеррама, Дюрандаль, Гомес

1926 року дебютував в офіційних матчах у складі національної збірної Болівії. Протягом кар'єри у національній команді, яка тривала 5 років, провів у її формі 8 матчів.
У складі збірної був учасником Чемпіонату Південної Америки 1926 року у Чилі, Чемпіонату Південної Америки 1927 року у Перу.
На чемпіонаті світу 1930 року в Уругваї зіграв в обох матчах — проти Югославії (0:4) і проти Бразилії (0:4).